# Union internationale des sociétés de microbiologie
L’Union internationale des sociétés de microbiologie (en anglais International Union of Microbiological Societies, IUMS) est une des 31 unions scientifiques du Conseil international pour la science (ICSU).

## Mission
Les objectifs de l'Union internationale des sociétés de microbiologie sont les suivants : 
- Promouvoir l'étude des sciences microbiologiques au niveau international ;
- Initier, faciliter et coordonner la recherche et d'autres activités scientifiques qui impliquent la coopération internationale ;
- Promouvoir la publication de l'étude et la recherche internationale ;
- Promouvoir l'organisation de conférences internationales, de colloques et de réunions et d'aider à la publication de leurs rapports ;
- Représenter les sciences microbiologiques au sein du Conseil international pour la science et maintenir le contact avec d'autres organisations internationales.

## Histoire
La Société internationale de microbiologie a été créée lors d'une cérémonie tenue le 28 avril 1927 à l'Institut Pasteur, à l'occasion d'une conférence internationale sur la rage, sous le patronage du Comité d'hygiène de la Société des Nations. Environ 34 personnes de 15 pays sont inscrites comme membres fondateurs.
Les membres fondateurs de la société ont été invités à organiser des comités nationaux dans leur pays d'origine. Une invitation similaire a été adressée à d'autres pays qui n'avaient pas été représentés à la cérémonie de fondation.
Le lauréat belge du prix Nobel, Jules Bordet, a été élu son premier président ; Rudolf Kraus (en) de Vienne (Autriche) secrétaire général, avec René Dujarric de la Rivière de Paris, Eugen Gildemeister (de) de Berlin (Allemagne) et Harry Plotz des États-Unis, secrétaires adjoints afin de gérer la correspondance en français, allemand et anglais respectivement.
La Société internationale de microbiologie est devenue l'Association internationale des sociétés de microbiologie (International Association of Microbiological Societies, IAMS), une division affiliée à l'Union internationale des sciences biologiques (International Union of Biological Science, IUBS), en 1967.
Elle a acquis son indépendance en 1980 et est devenue l’Union internationale des sociétés de microbiologie (International Union of Microbiological Societies, IUMS) et un membre de l'ICSU en 1982.

### Historique des présidents
```
1927-1930      
Jules Bordet
              
 
Belgique

1931-1936      
Jules Bordet
              
 
Belgique

1936-1939      
John Ledingham
       
 
Royaume-Uni
 
1939-1947      
Thomas Milton Rivers
 
 
États-Unis

1947-1950      
Thorvald Madsen
      
 
Danemark
 
1950-1951      
Olympio da Fonseca
 
(pt)
   
 
Brésil

1953-1958      
Mac Burnet
                
 
Australie
  
1958-1966      
André Lwoff
               
 
France

1966-1970      
André Lwoff
               
 
France

1970-1974      
Viktor Zhdanov
       
 
Union soviétique
 
1974-1978      Ashley Miles             
 
Royaume-Uni
 
1978-1982      
Heinz Seeliger
 
(de)
       
 
Allemagne
 (
Allemagne de l'Ouest
)
1982-1986      Philipp Gerhardt         
 
États-Unis

1986-1988      Kei Arima                
 
Japon

1988-1990      
Shogo Sasaki
 
(en)
         
 
Japon

1990-1994      
Rita Colwell
              
 
États-Unis

1994-1999      P. Helena Mäkelä         
 
Finlande

1999-2002      Brian W.J. Mahy          
 
États-Unis

2002-2005      
Julian Davies
 
(en)
        
 
Royaume-Uni
 et 
 
Canada

2005-2008      
Karl-Heinz Schleifer
      
 
Allemagne

2008-2011      Daniel Sordelli           
 
Argentine

2011-2014      
Geoffrey L. Smith
 
(en)
    
 
Royaume-Uni

2014-2017      Yuan Kun Lee              
 
Singapour

2017-          
Eliora Ron
 
(he)
           
 
Israël
```

## Organisation
L’Union internationale des sociétés de microbiologie est une des 31 unions scientifiques du Conseil international pour la science (ICSU).
l’Union internationale des sociétés de microbiologie a décidé, en 1970, de créer trois sections, qui sont par la suite devenues des divisions :
- La division de bactériologie et microbiologie appliquée (Bacteriology & Applied Microbiology Division, BAM)
- La division de mycologie
- La division de virologie

## Congrès
Le premier Congrès international de microbiologie s'est tenu à Paris en 1930. Lors du Xe Congrès international de microbiologie, à Mexico, en 1970, le Comité exécutif a décidé de créer trois sections couvrant les domaines de bactériologie, de virologie et de mycologie. Par la suite ces sections sont devenues trois divisions distinctes de l’IUMS possédant une autonomie complète dans la conduite de leurs affaires et l'organisation de leurs congrès internationaux. Le XIVe congrès de microbiologie, à Manchester en 1986, fut le dernier de la série des congrès internationaux de microbiologie.
| Année | Microbiologie                | Virologie                   | Mycologie                    | Bactériologie                |
| ----- | ---------------------------- | --------------------------- | ---------------------------- | ---------------------------- |
| 1930  | Paris ( France)              |                             |                              |                              |
| 1936  | Londres ( Royaume-Uni)       |                             |                              |                              |
| 1939  | New York ( États-Unis)       |                             |                              |                              |
| 1947  | Copenhague ( Danemark)       |                             |                              |                              |
| 1950  | Rio de Janeiro ( Brésil)     |                             |                              |                              |
| 1953  | Rome ( Italie)               |                             |                              |                              |
| 1958  | Stockholm ( Norvège)         |                             |                              |                              |
| 1962  | Montréal ( Canada)           |                             |                              |                              |
| 1966  | Moscou ( Union soviétique)   |                             |                              |                              |
| 1968  |                              | Helsinki ( Finlande)        |                              |                              |
| 1970  | Mexico ( Mexique)            |                             |                              |                              |
| 1971  |                              | Budapest ( Hongrie)         |                              |                              |
| 1973  |                              |                             |                              | Jérusalem ( Israël)          |
| 1974  | Tokyo ( Japon)               |                             |                              | Tokyo ( Japon)               |
| 1968  |                              | Madrid ( Espagne)           |                              |                              |
| 1978  | Munich ( Allemagne)          | La Haye ( Pays-Bas)         | Munich ( Allemagne)          | Munich ( Allemagne)          |
| 1981  |                              | Strasbourg ( France)        |                              |                              |
| 1982  | Boston ( États-Unis)         |                             | Boston ( États-Unis)         | Boston ( États-Unis)         |
| 1984  |                              | Sendai ( Japon)             |                              |                              |
| 1986  | Manchester ( Royaume-Uni)    |                             | Manchester ( Royaume-Uni)    |                              |
| 1987  |                              | Edmonton ( Canada)          |                              |                              |
| 1990  | Berlin ( Allemagne)          | Berlin ( Allemagne)         | Osaka ( Japon)               | Osaka ( Japon)               |
| 1993  |                              | Glasgow ( Royaume-Uni)      |                              |                              |
| 1994  | Prague ( République tchèque) |                             | Prague ( République tchèque) | Prague ( République tchèque) |
| 1996  | Jérusalem ( Israël)          | Jérusalem ( Israël)         | Jérusalem ( Israël)          | Jérusalem ( Israël)          |
| 1999  | Sydney ( Australie)          | Sydney ( Australie)         | Sydney ( Australie)          | Sydney ( Australie)          |
| 2002  | Paris ( France)              | Paris ( France)             | Paris ( France)              | Paris ( France)              |
| 2005  | San Francisco ( États-Unis)  | San Francisco ( États-Unis) | San Francisco ( États-Unis)  | San Francisco ( États-Unis)  |
| 2008  | Istanboul ( Turquie)         | Istanboul ( Turquie)        | Istanboul ( Turquie)         | Istanboul ( Turquie)         |
| 2014  | Montréal ( Canada)           | Montréal ( Canada)          | Montréal ( Canada)           | Montréal ( Canada)           |
| 2017  | Singapour ( Singapour)       | Singapour ( Singapour)      | Singapour ( Singapour)       | Singapour ( Singapour)       |

## Publications
- (en) International Commission on Microbiological Specifications for Foods (ICMSF)[2]
- (en) International Journal of Systematic and Evolutionary Microbiology[3], éditeur en chef: Professeur Aharon Oren.
- (en) International Journal of Food Microbiology (en)[4], éditeur en chef: L. Cocolin.
- (en) World Journal of Microbiology and Biotechnology[5]
- (en) Mycopathologia (en)[6]